# Rocketdyne
Rocketdyne là một công ty chuyên thiết kế động cơ tên lửa của Mỹ, có trụ sở đặt tại Canoga Park, phía Tây thung lũng San Fernando, ngoại ô Los Angeles, California.
Rocketdyne Division được thành lập bởi công ty North American Aviation (NAA) vào năm 1955, sau này nó thuộc Rockwell International (1967–1996) và Boeing (1996–2005). Năm 2005, Rocketdyne Division được bán cho United Technologies Corporation, trở thành một bộ phận của Pratt & Whitney. Năm 2013, Pratt & Whitney Rocketdyne được bán cho GenCorp, và sáp nhập với Aerojet trở thành Aerojet Rocketdyne.

## Lịch sử

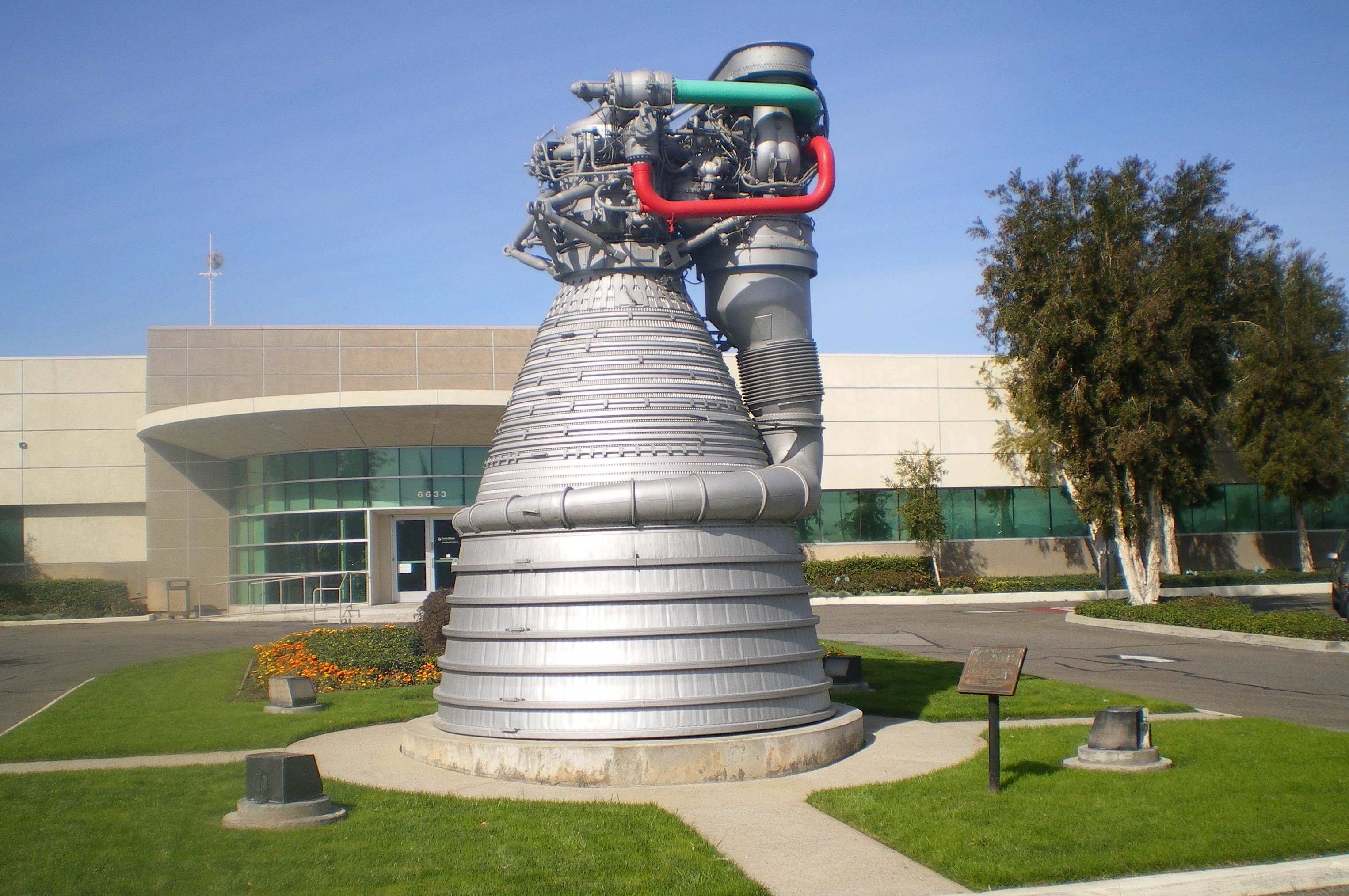
Nhà máy sản xuất động cơ trước đây của Rocketdyne đặt tại Canoga Park, Los Angeles.

Sau chiến tranh thế giới II, North American Aviation (NAA) được Bộ quốc phòng trao hợp đồng nghiên cứu tên lửa V-2 của Đức và lên kế hoạch sao chép chế tạo động cơ của nó. NAA cũng sử dụng cùng một cấu hình thiết kế của động cơ tên lửa V-2 để chế tạo động cơ cho tên lửa Navaho (1946-1958). Công việc ban đầu được đánh giá là không quan trọng vào những năm 1940, cho tới khi Chiến tranh Triều Tiên nổ ra vào năm 1950 làm thay đổi mức độ ưu tiên của chương trình. NAA bắt đầu thử nghiệm động cơ tên lửa Navaho tại Santa Susana Field Laboratory (SSFL). Vào thời điểm đó, khu vực thử nghiệm được đặt ở vị trí nằm cách xa khu đông dân cư hơn bất kỳ cơ sở thử nghiệm nào của NAA tại Los Angeles.
Chương trình tên lửa Navaho rơi vào khó khăn và bị hủy bỏ vào năm 1958, thay vào đó là tên lửa PGM-11 Redstone do tập đoàn Chrysler thiết kế (về bản chất là tên lửa V-2 nâng cấp). Tuy nhiên động cơ A-5 hay NAA75-110 của Rocketdyne đã chứng minh độ tin cậy cao hơn so với động cơ được phát triển cho tên lửa Redstone, vì vậy tên lửa Redstone đã được thiết kế lại để sử dụng động cơ A-5, dù cho tên lửa sẽ có tầm bắn ngắn hơn tên lửa ban đầu.
Khi tên lửa được đưa vào sản xuất hàng loạt, NAA đã tách Rocketdyne thành một bộ phận riêng biệt vào năm 1955, và bắt đầu xây dựng một nhà máy mới tại Công viên Canoga vùng ngoại ô Los Angeles Canoga Park, gần với Santa Susana Field Laboratory.
Năm 1967, NAA, cùng với các bộ phận Rocketdyne và Atomics International, đã sáp nhập vào Rockwell Corporation tạo thành công ty North American Rockwell, vào năm 1973 là Rockwell International.

### Thor, Delta, Atlas
Bước tiến lớn tiếp theo của Rocketdyne là công ty đã phát triển một thế hệ động cơ tên lửa hoàn toàn mới với tên gọi S-3D. Việc phát triển được tiến hành song song với động cơ dòng A sao chép từ động cơ tên lửa V-2. Động cơ S-3 đã được sử dụng trên tên lửa PGM-19 Jupiter của Lục quân Mỹ và cả tên lửa PGM-17A Thor của Không quân Mỹ. Một thiết kế động cơ tên lửa lớn hơn, LR89/LR105, được sử dụng trên tên lửa ICBM SM-65 Atlas. Tên lửa Thor chỉ được trang bị cho quân đội Mỹ trong một khoảng thời gian ngắn, nhưng nó đã tiếp tục được sử dụng như một phương tiện phóng vệ tinh vào những năm 1950s và 1960s dưới các phiên bản khác nhau. Đầu tiên là Thor Delta, là nền tảng cho dòng tên lửa đẩy Delta, mặc dù kể từ cuối những năm 1960s, Delta không còn có đặc điểm thiết kế nào của tên lửa Thor. Mặc dù động cơ S-3 được sử dụng cho một vài phiên bản tên lửa Delta nhưng phần lớn, dòng tên lửa này sử dụng phiên bản động cơ nâng cấp của nó là động cơ RS-27, với một động cơ thay cho cụm 3 động cơ ở tên lửa Atlas.
Tên lửa Atlas cũng chỉ phục vụ quân đội trong một khoảng thời gian ngắn, với vai trò là vũ khí răn đe, nhưng dòng tên lửa đẩy Atlas đã trở thành dòng tên lửa đẩy quan trọng nhất của Mỹ trong suốt nhiều thập kỷ, trong đó phải kể đến chương trình Mercury là chương trình tàu vũ trụ có người lái đầu tiên của Mỹ. Bên cạnh đó còn có tên lửa -Agena và Atlas-Centaur. Tên lửa Atlas V hiện nay vẫn còn được Mỹ chế tạo và sử dụng.

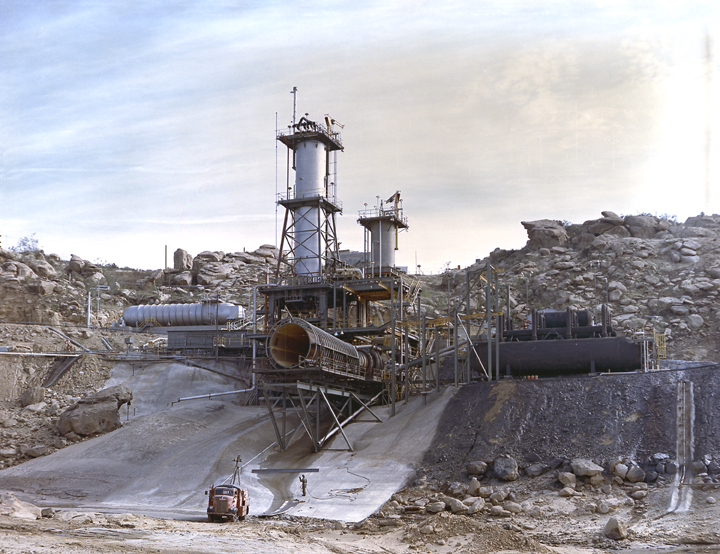
Bãi thử nghiệm động cơ của Rocketdyne đang thử nghiệm động cơ J-2, khu vực núi Santa Susana.

### NASA
Rocketdyne đồng thời cũng trở thành nhà phát triển động cơ đẩy tàu vũ trụ chính cho NASA. Rocketdyne đã chế tạo các động cơ chính cho tên lửa đẩy Saturn, và chương trình tên lửa đẩy Nova. Động cơ H-1 của Rocketdyne được sử dụng trên tên lửa đẩy Saturn I. Năm động cơ F-1 sử dụng trên tầng 1 tên lửa đẩy Saturn V, trong khi hai động cơ J-2 được sử dụng cho tầng 2, và một động cơ J-2 sử dụng trên tầng đẩy S-IVB thứ 3 của tên lửa Saturn V. Đến năm 1965, Rocketdyne đã chế tạo phần lớn động cơ tên lửa của Hoa Kỳ, ngoại trừ động cơ của dòng tên lửa Titan (được chế tạo bởi Aerojet ), và biên chế của công ty đã tăng lên 65.000. Sự tăng trưởng này dường như được dự định sẽ tiếp tục vào những năm 1970s khi Rocketdyne giành được hợp đồng chế tạo Động cơ chính RS-25 của tàu con thoi (SSME), nhưng sự cắt giảm nhanh chóng của các hợp đồng quân sự và dân sự đã dẫn đến việc thu hẹp quy mô của công ty. Công ty mẹ North American Aviation, nhà sản xuất tàu vũ trụ lớn của Mỹ khi đó, cũng chủ yếu dựa vào dự án chế tạo tàu con thoi, đã sáp nhập vào Rockwell Corporation vào năm 1966 tạo thành công ty North American Rockwell, sau đó vào năm 1973, với Rocketdyne là một bộ phận trực thuộc.

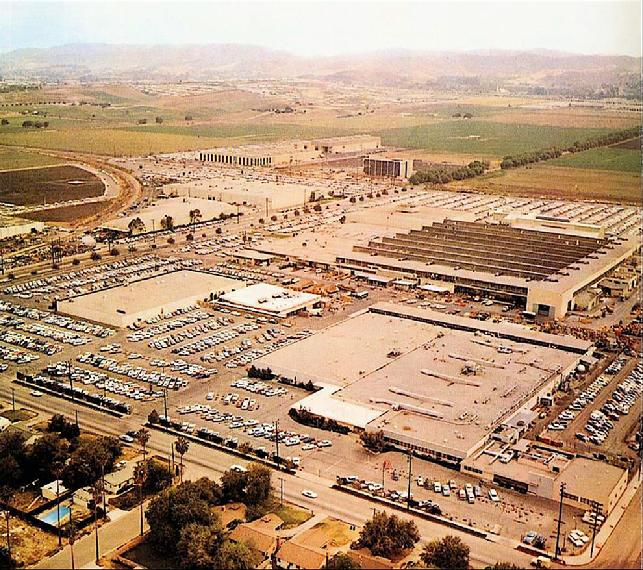
Góc nhìn từ trên cao của Nhà máy Rockedyne Canoga vào năm 1960. Hướng chụp nhìn về Đông Nam

### Cắt giảm
Trong thời gian tiếp tục cắt giảm quy mô vào những năm 1980 và 1990, Rockwell International đã chia tách một số bộ phận của tập đoàn Rockwell Bắc Mỹ trước đây. Các thực thể hàng không vũ trụ của Rockwell International, bao gồm cả NAA và Rocketdyne trước đây, đã được bán cho Boeing vào năm 1996. Rocketdyne trở thành một phần của bộ phận phòng thủ của Boeing. Vào tháng 2 năm 2005, Boeing đạt được thỏa thuận bán "Rocketdyne Propulsion & Power" cho Pratt & Whitney của United Technologies Corporation. Giao dịch hoàn tất vào ngày 2 tháng 8 năm 2005. Boeing vẫn giữ quyền sở hữu Phòng thí nghiệm Santa Susana của Rocketdyne.
GenCorp đã mua Pratt & Whitney Rocketdyne vào năm 2013 từ United Technologies Corporation, và hợp nhất nó với Aerojet để tạo thành Aerojet Rocketdyne.

## Máy phát năng lượng
Ngoài thiết kế chế tạo động cơ tên lửa, Rocketdyne còn phát triển máy phát điện và hệ thống điều khiển. Trong đó bao gồm các máy phát điện năng lượng hạt nhân thử nghiệm, radioisotope thermoelectric generators (RTG), và năng lượng mặt trời, bao gồm cả pin năng lượng mặt trời sử dụng trên trạm International Space Station.
Sau khi được bán cho Pratt & Whitney, bộ phận hệ thống năng lượng của Rocketdyne được chuyển giao cho Hamilton Sundstrand, cũng là một thành viên của United Technologies Corporation.

## Danh sách các động cơ do Rocketdyne phát triển

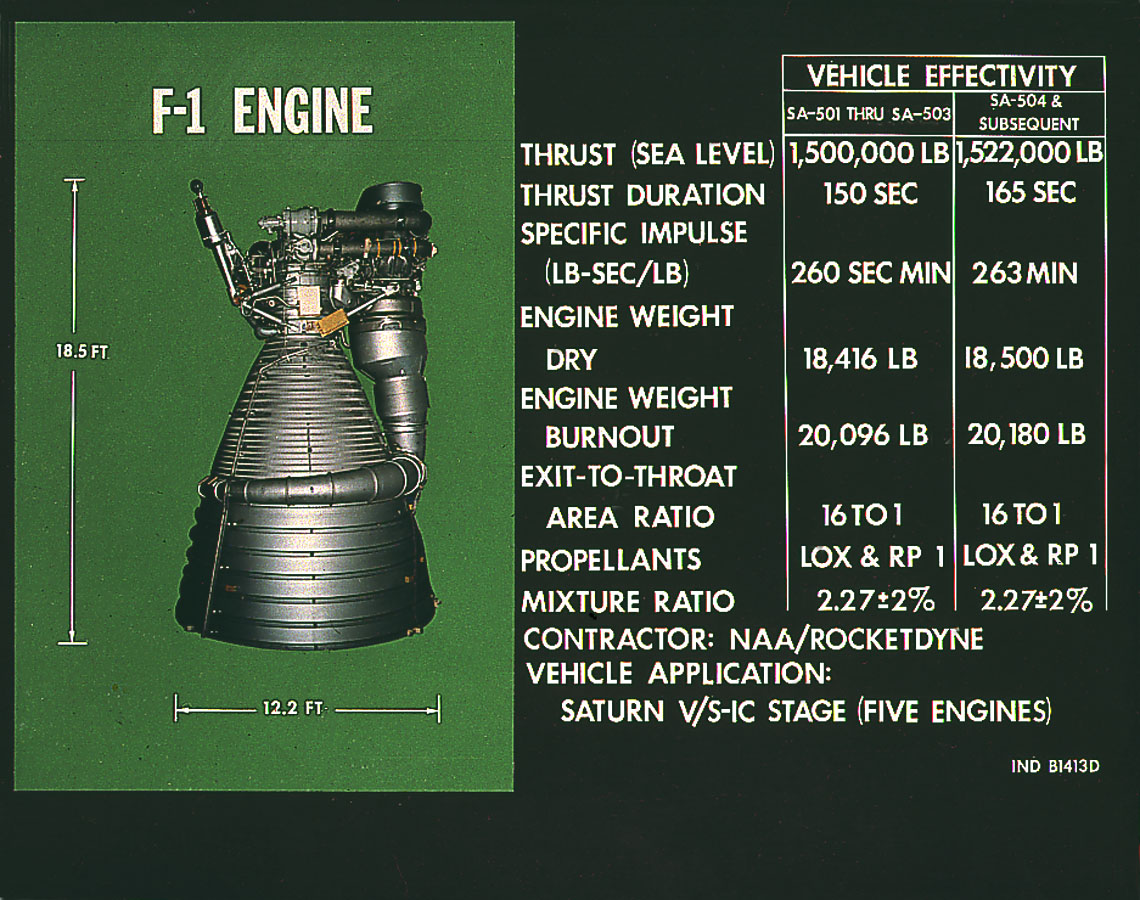
Động cơ tên lửa F-1

- Rocketdyne A1 đến A6 (LOX/Alcohol) [4] sử dụng trên tên lửa PGM-11 Redstone
- Rocketdyne A7 (LOX/Alcohol) [5] sử dụng trên tên lửa Jupiter C
- Rocketdyne 16NS-1,000[6]
- Rocketdyne Kiwi Nuclear rocket engine[6]
- Rocketdyne M-34[6]
- Rocketdyne MA-2[6]
- Rocketdyne MA-3[6]
- Rocketdyne MB-3
- Rocketdyne Megaboom modular sled rocket[6]
- Rocketdyne P[6]
- Rocketdyne LR64
- Rocketdyne LR70
- Rocketdyne LR89[6]
- Dòng động cơ Rocketdyne LR79 [7] (XLR71-NA-1, B-2C, XLR83-NA-1, LR79-7, S-3D, XLR89-1, MB-3-1, X-1, LR83-NA-1, H-1, LR89-5, XLR89-5, S-3, LR89-7, MB-3-J, MB-3 Press Mod, MB-3-3, RZ.2, H-1c, H-1b, RS-27, RS-27A, RS-56-OBA, RS-27C)
- Rocketdyne LR-101[6] Động cơ Vernier sử dụng trên tên lửa Atlas, Thor và Delta
- Dòng động cơ Rocketdyne LR105[6][8] (S-4, LR105-5, XLR105-5, LR105-7, RS-56-OSA, LR105-3)
- Rocketdyne Aeolus[6]
- Rocketdyne XRS-2200, linear aerospike engine, thử nghiệm cho phi thuyền Lockheed Martin X-33
- Rocketdyne RS-2200, linear aerospike engine, dự định sử dụng trên Venturestar
- Rocketdyne S-3D (RP-1/LOX) Sử dụng trên tên lửa PGM-19 Jupiter và PGM-17 Thor, và tên lửa đẩy Juno II
- Rocketdyne E-1 (RP-1/LOX) Động cơ dự phòng cho tên lửa Titan I
- Rocketdyne F-1 (RP-1/LOX) Sử dụng trên tên lửa đẩy Saturn V.
- Rocketdyne H-1 (RP-1/LOX) Sử dụng trên tên lửa đẩy Saturn I và IB
- Rocketdyne J-2 (LH2/LOX) Sử dụng trên Saturn V và Saturn IB.
- Rocketdyne RS-25 Space Shuttle Main Engine (SSME) (LH2/LOX) Sử dụng làm động cơ chính cho tàu con thoi, đồng thời cũng sử dụng trên Hệ thống phóng tàu không gian SLS
- Rocketdyne RS-27A (RP-1/LOX) Sử dụng trên tên lửa Delta II/III và ICBM SM-65 Atlas.
- Rocketdyne RS-56 (RP-1/LOX) Sử dụng trên tầng đẩy 1 của tên lửa Atlas II.
- Rocketdyne RS-68 (LH2/LOX) Sử dụng trên tầng 1 tên lửa Delta IV.

## Hình ảnh

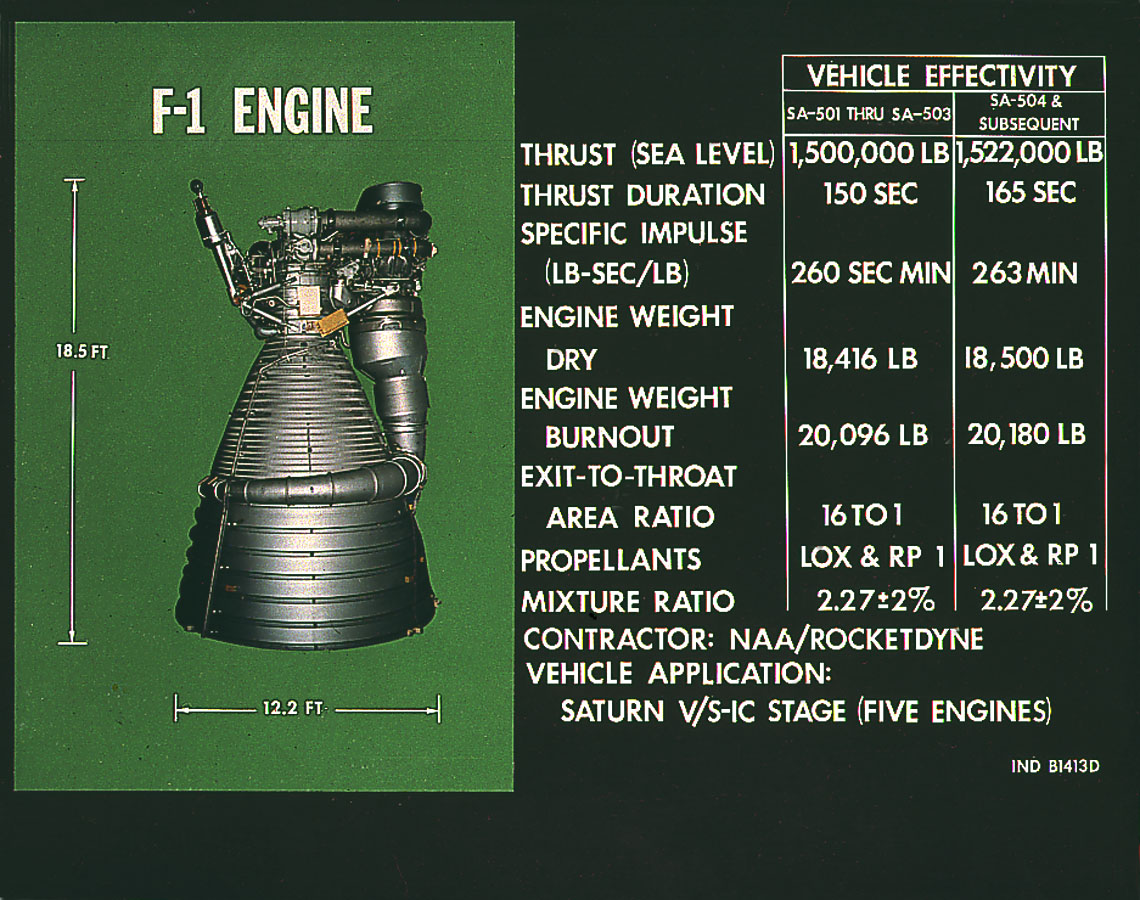
Động cơ tên lửa F-1
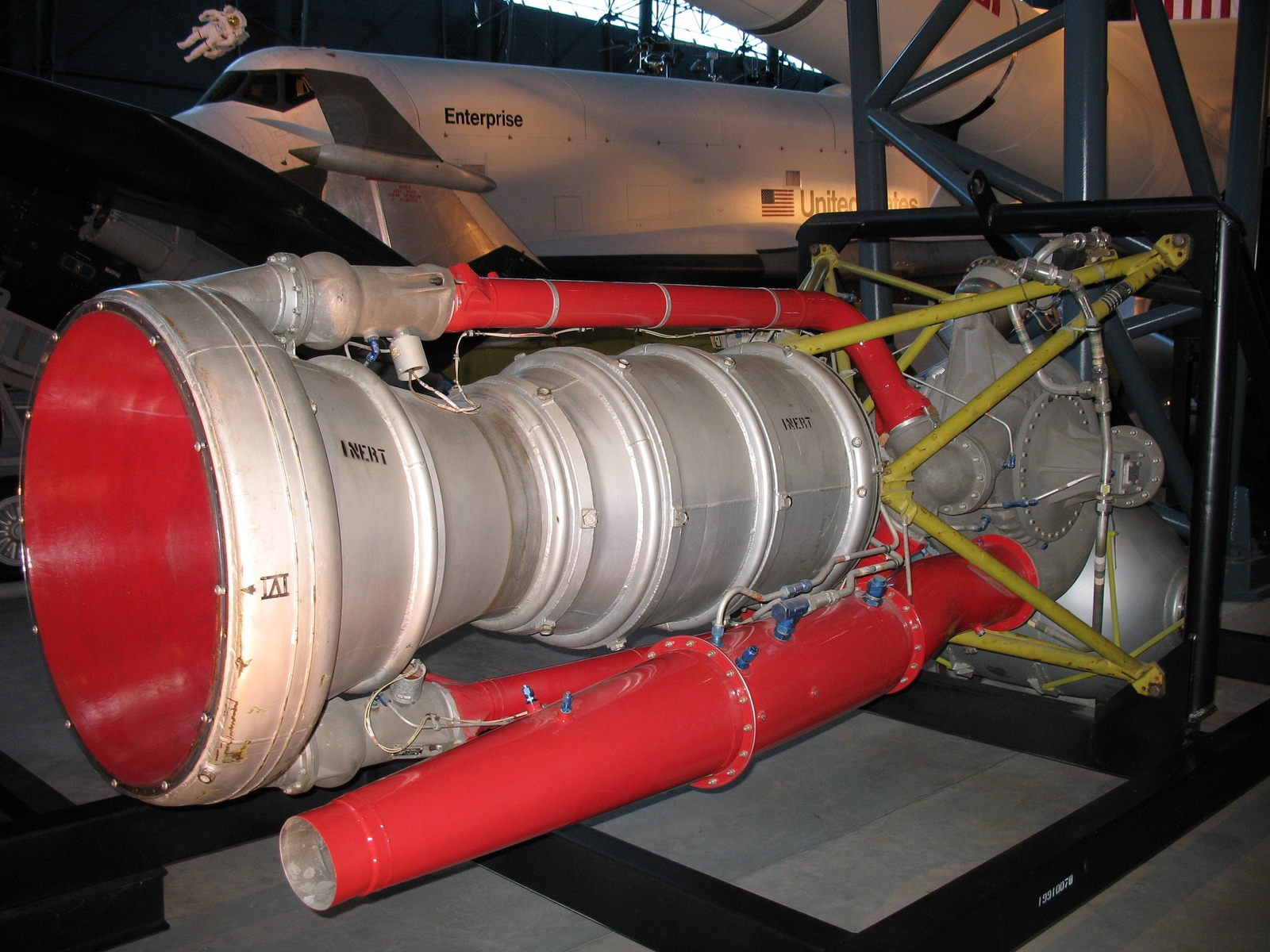
Rocketdyne 75-110-A-6 (PGM-11 Redstone)
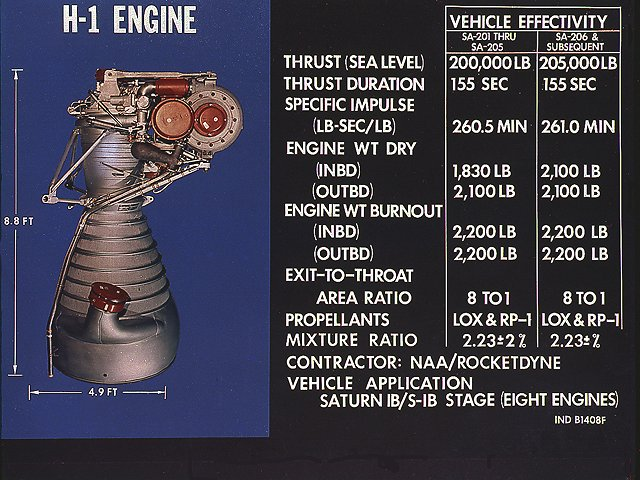
Động cơ H-1
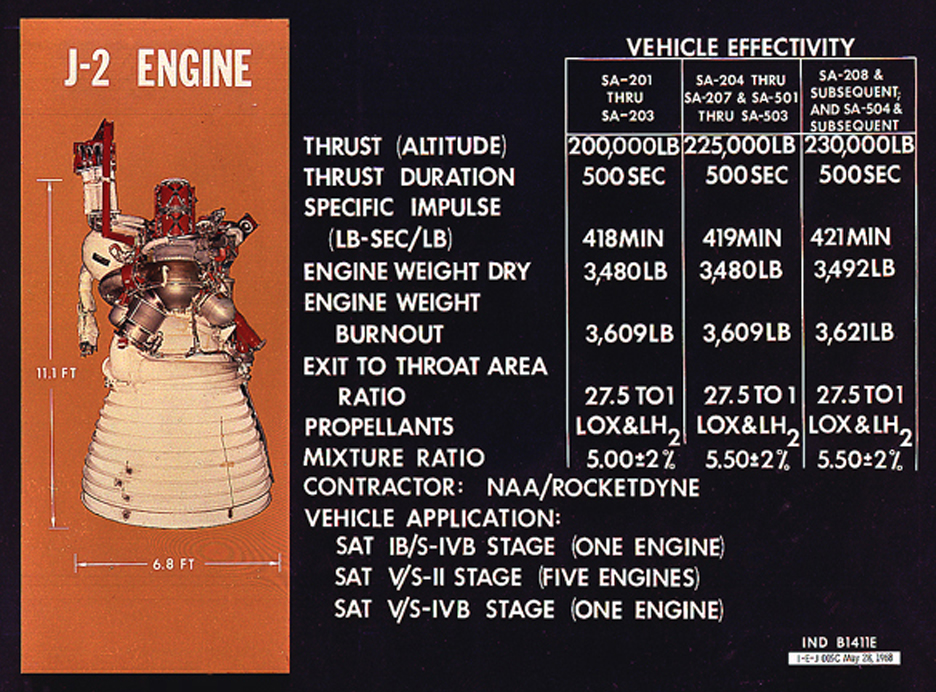
Động cơ J-2
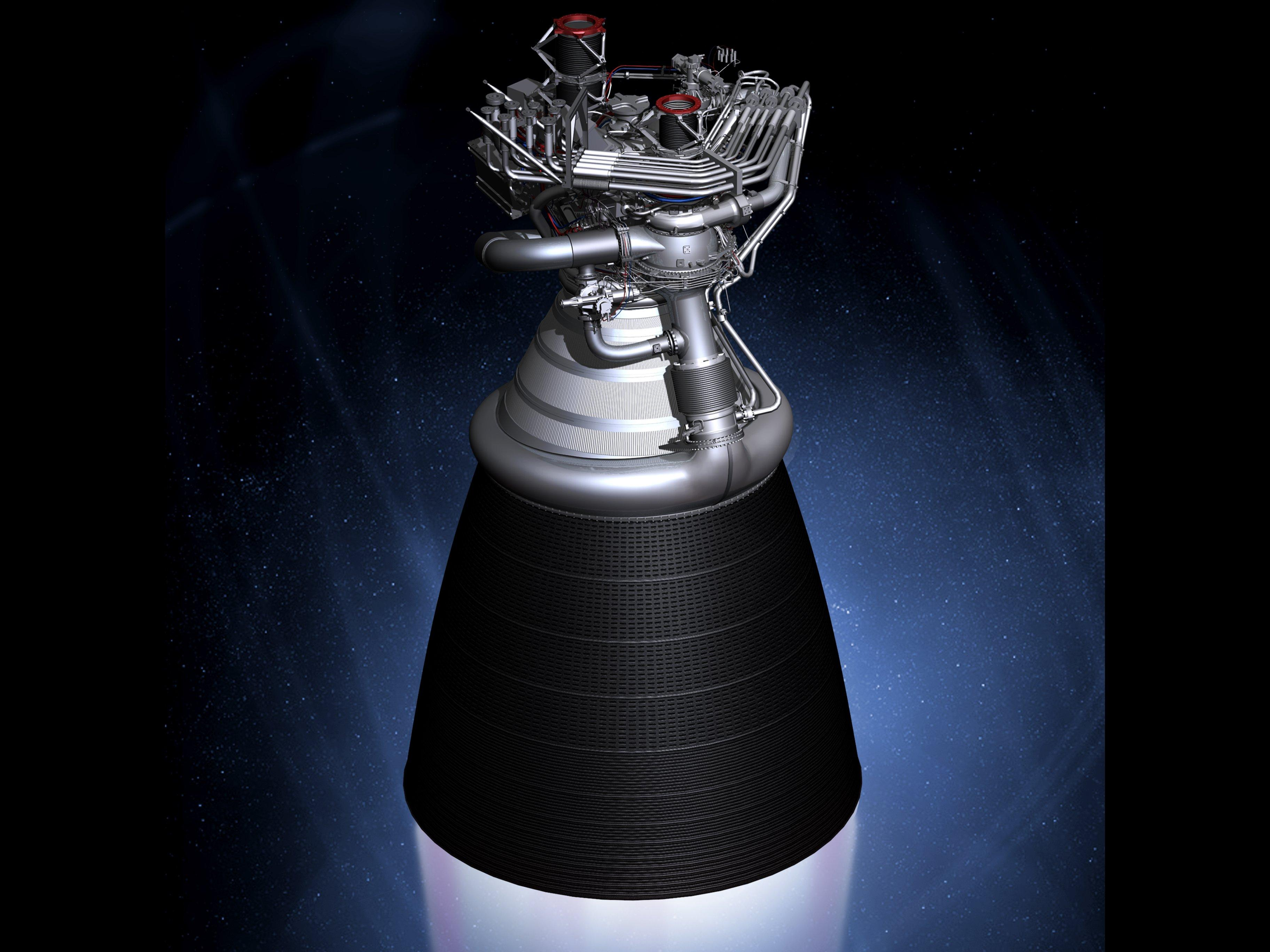
Động cơ J-2X
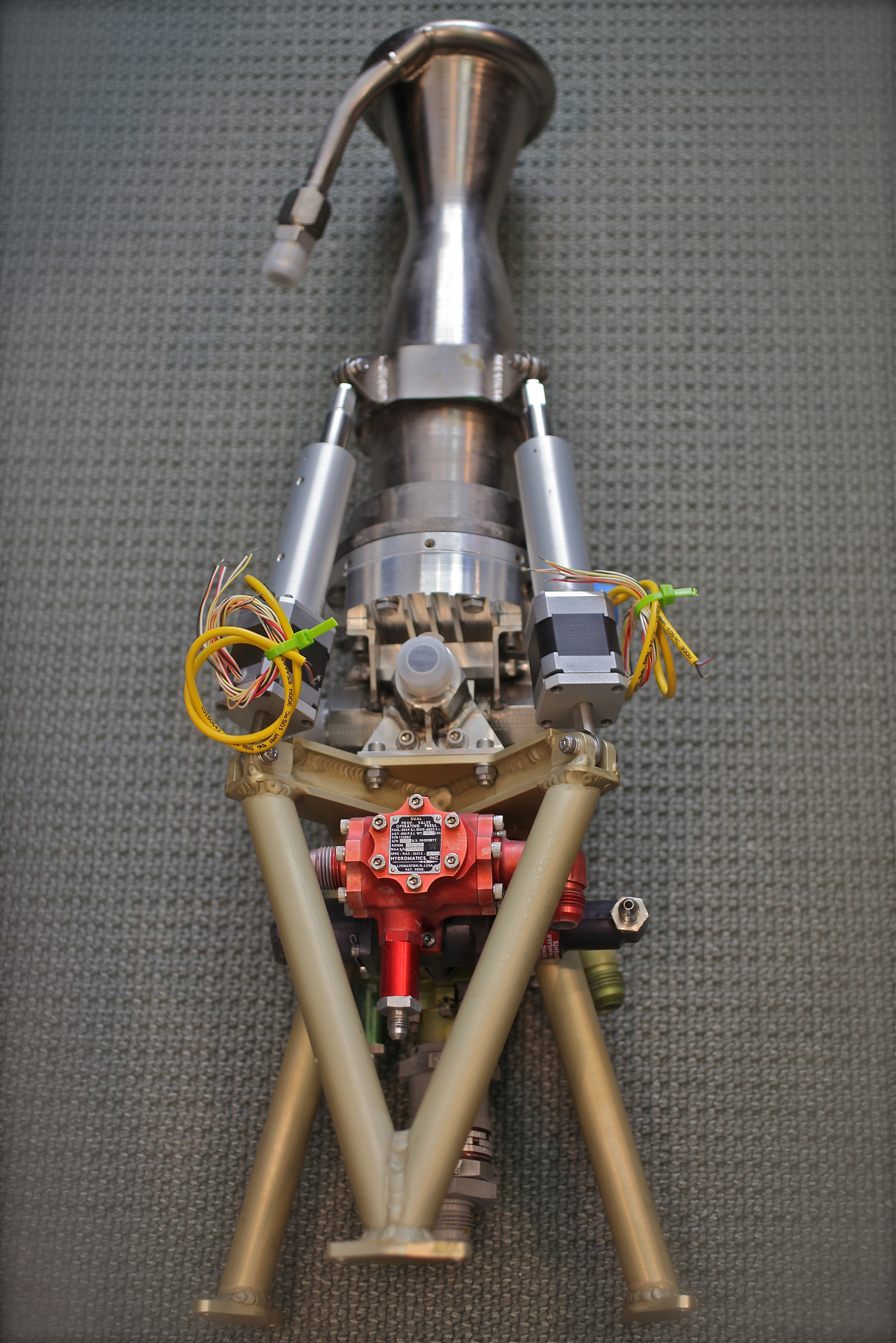
Động cơ Vernier sử dụng trên tên lửa Atlas-Mecury, (Rocketdyne LR101)
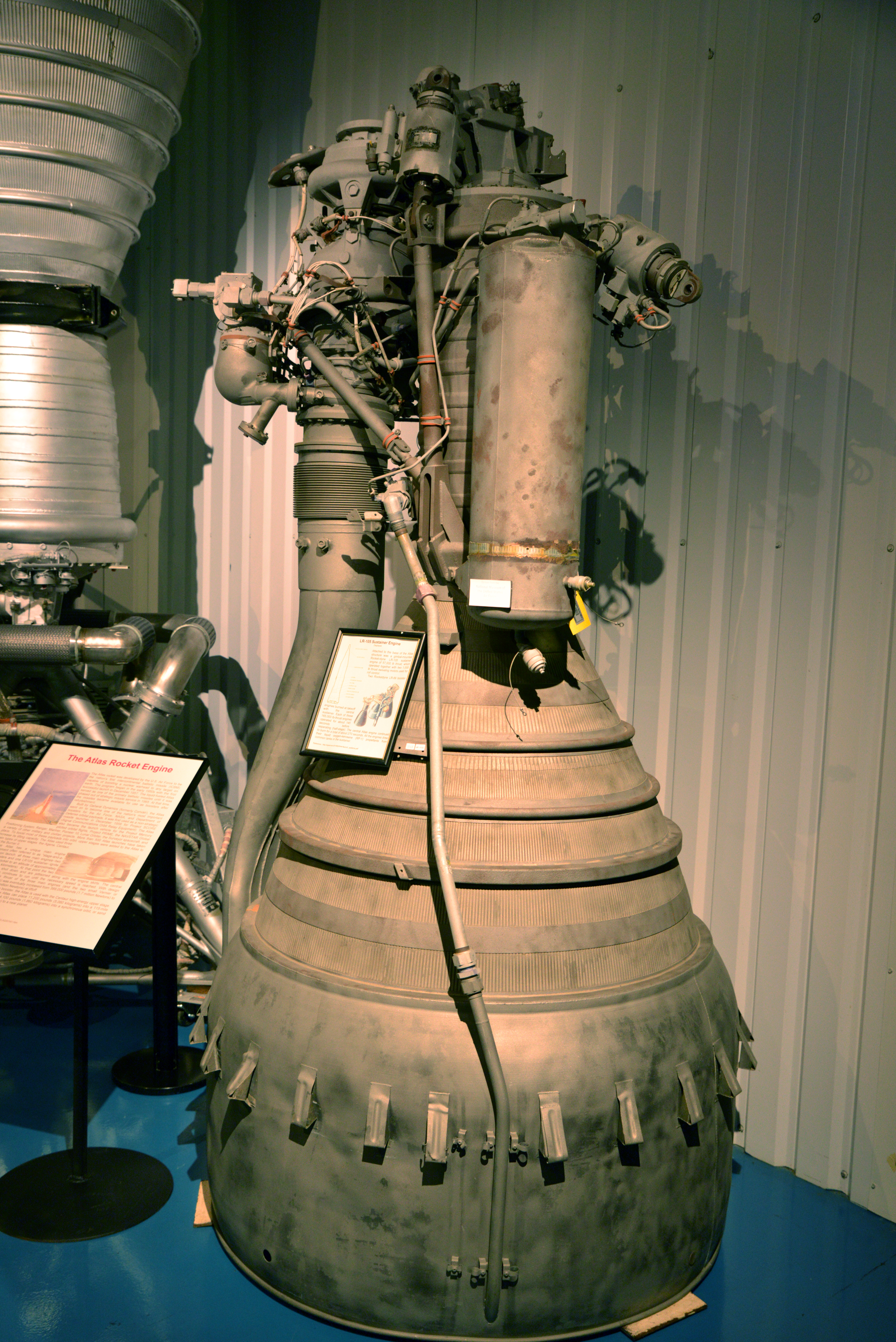
Động cơ LR-105 (Động cơ trung tâm của tên lửa Atlas)
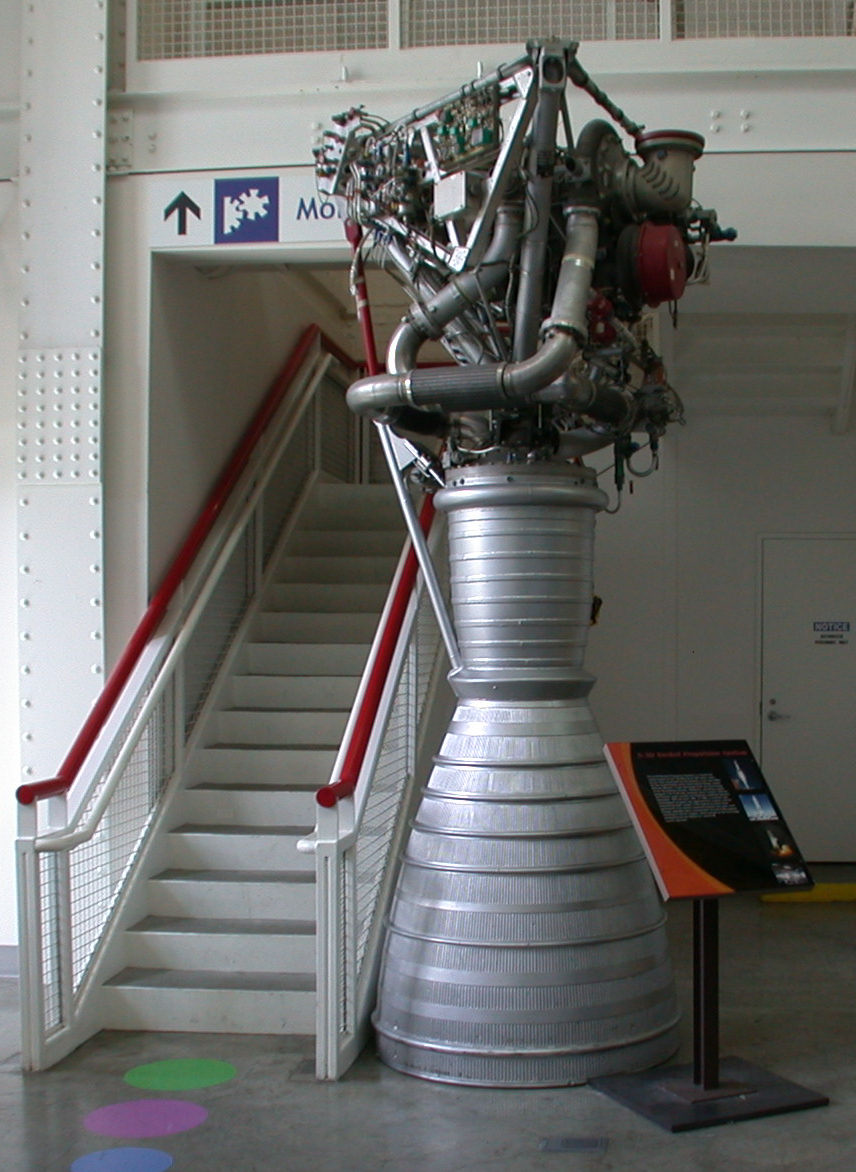
Động cơ LR-79/MB3 cho ICBM Thor
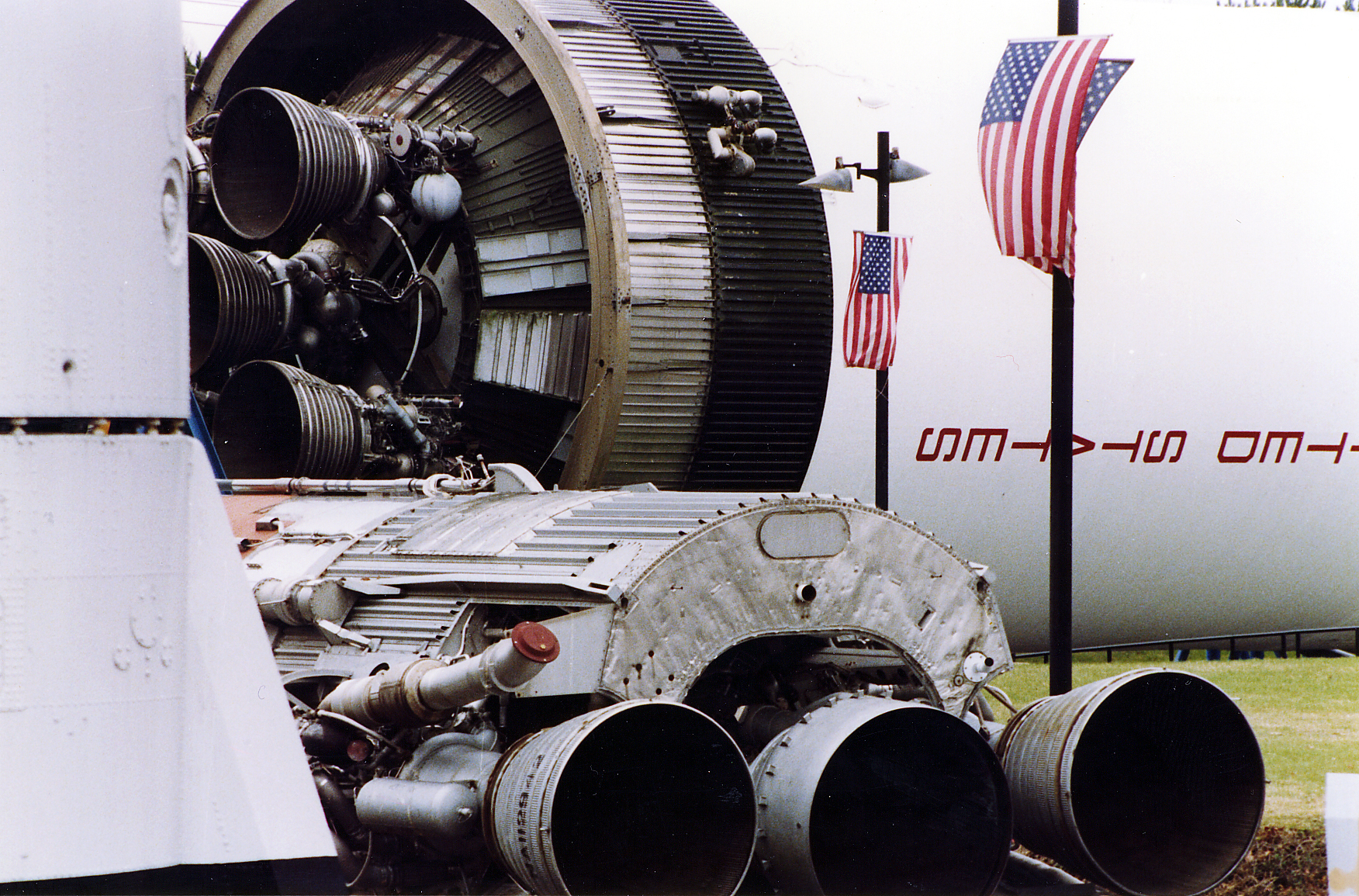
LR89
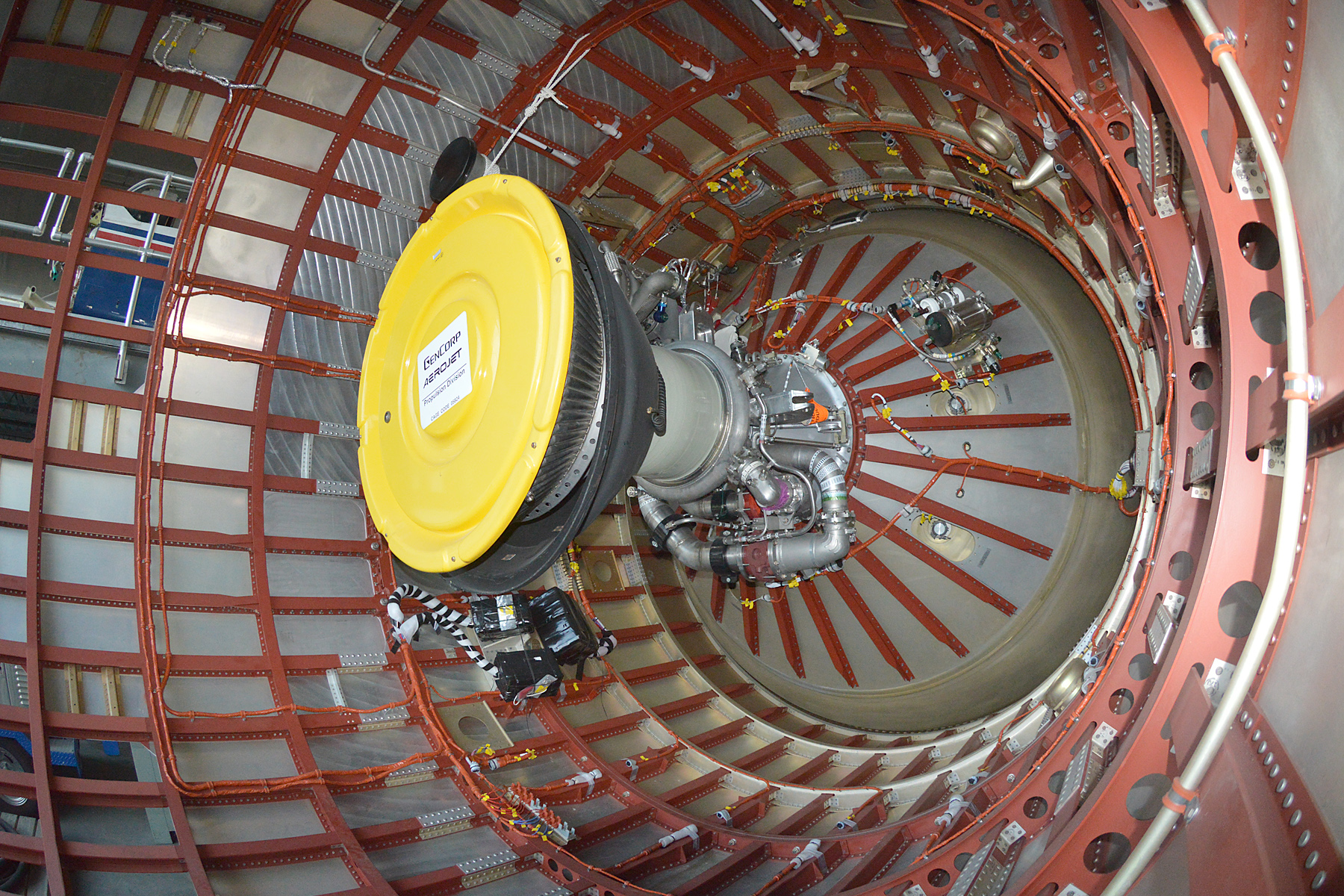
LR91-AJ-11 (tầng đẩy mang tải trọng của tên lửa Titan 4B)
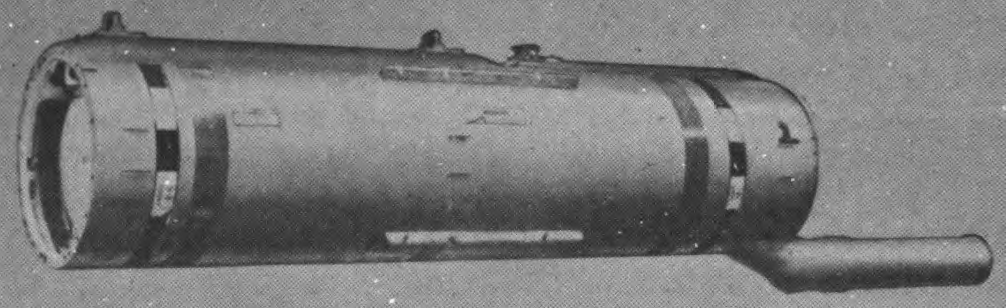
AGM-53A Condor
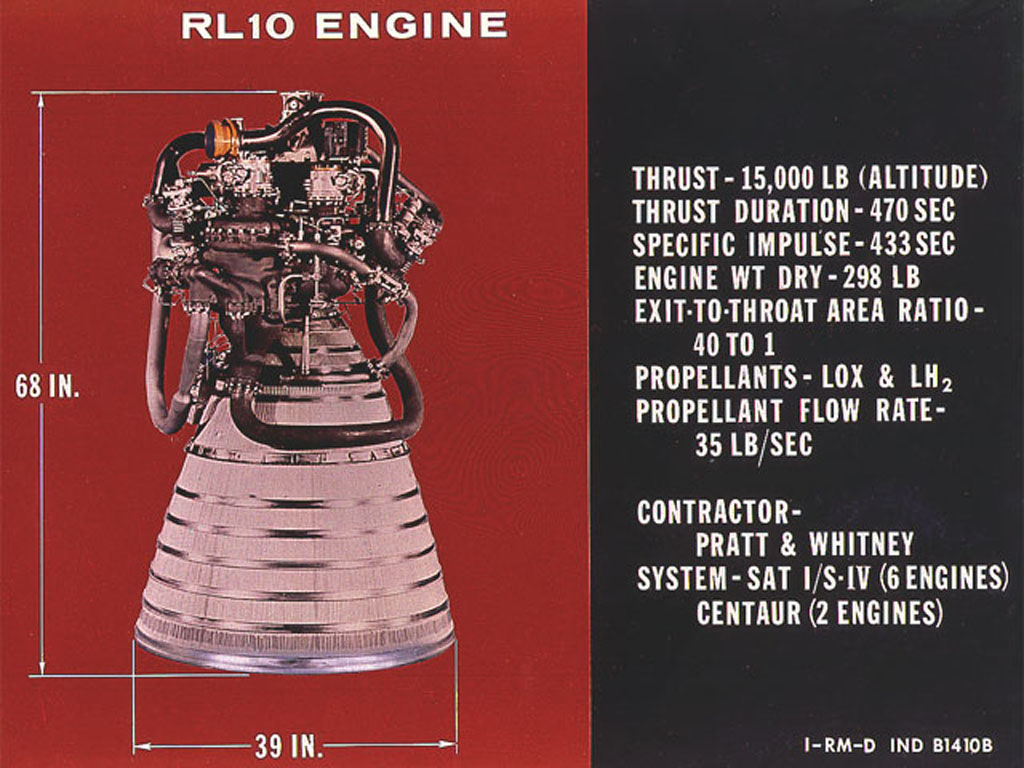
Động cơ RL-10